# 8526 Takeuchiyukou
8526 Takeuchiyukou eller 1992 SM12 är en asteroid i huvudbältet som upptäcktes den 23 september 1992 av de båda japanska astronomerna Kazuro Watanabe och Kin Endate vid Kitami-observatoriet. Den är uppkallad efter den japanske amatörastronomen Yukou Takeuchi.
Asteroiden har en diameter på ungefär 3 kilometer.